# Andreea Roșca
Andreea Amalia Roșca (n. 20 martie 1999, București, România) este o jucătoare profesionistă română de tenis. A câștigat 10 titluri de simplu și 14 titluri de dublu pe circuitul ITF.
Roșca și-a făcut debutul pe tabloul principal al turneului WTA la Bucharest Open 2018, unde a primit un wildcard în tragerea de simplu și a pierdut meciul din primul tur în fața Claire Liu.
În noiembrie 2021 s-a alăturat clubului Sportsin Arad, fiind ajutată pentru a putea participa la turnee.